# James Steuart
Sir James Steuart   (Edimburg, 21 d'octubre de 1712 - Lancashire, 26 de novembre de 1780), 3r baronet de Goodtrees i 7è baronet de Coltness, també conegut com a Sir James Steuart Denham i com Sir James Denham Steuart, fou un destacat jacobita escocès i autor, probablement, del primer tractat sistemàtic escrit en anglès sobre economia i del primer llibre en anglès amb el concepte de 'economia política' al títol. Va assumir el cognom de Denham tard a la seva vida, en heretar-lo del seu cosí baronet de Coltness el 1773,

## Primers anys
Va ser un dels dotze fills de Sir James Steuart, procurador general d'Escòcia sota la reina Ana i Jordi I, i va néixer a Edimburg. La seva mare va ser Anne Dalrymple, filla de Lord North Berwick, solicitor general d'Escòcia. Després de graduar-se a la Universitat d'Edimburg va ser admès al barreau escocès (col·legi d'advocats)als vint-i-quatre anys.
Després va passar uns anys al continent, mentre es trobava a Roma es va relacionar amb el pretendent jacobita Carles Eduard Stuart. Va ser a Edimburg el 1745, i va participar en la batalla de Culloden, després de la qual va ser obligat a exiliar-se a l'estranger. Es va establir primer a Sedan i després a Angouleme, on va confraternitzar amb els parlamentaris exiliats durant quinze mesos, i allà també va començar a estudiar economia política. El 1754 vivia a la ciutat de París, però la proximitat d'un conflicte franco-britànic el va obligar a abandonar la ciutat, l'octubre de 1755. Després va anar a Flandes, i després a Frankfurt on va romandre fins a finals d'hivern de 1757. És aquí on publicà la seva primera obra Apologie du sentiment de Monsieur le Chevalier Newton sur l'ancienne chronologie des Grecs.
Després va anar a Tubingen, una ciutat universitària on, segons Paul Chamley, passà anys feliços i fructífers. Publicà els dos primers llibres de l'Inquiry i escrigué al duc Carles de Württemberg, el renovador de la universitat de Tubingen, A dissertation upon the Doctrine of Money applied to the German Coins una dissertació sobre la doctrina del diner aplicada a les monedes alemanyes. El 1758, patint gota, va anar a Itàlia durant un cert temps a la recerca d'un clima millor abans d'incorporar-se a Tubingen. El 1761, va aconseguir que el seu fill pogués unir-se a un regiment de dragons de l'exèrcit anglès. Al mateix temps, la família va marxar de Tubingen cap a Flandes i Spa, on es van allotjar oficials de totes les nacions bel·ligerants. Era favorable als anglesos i fou detingut pels francesos que el van empresonar a Givet fins a finals del 1762. No va ser fins al 1771 que va ser perdonat per tota la complicitat que pogués haver tingut en la rebel·lió. Va morir al seu seient familiar, a Coltness, Lanarkshire.
Es va casar amb Lady Frances Wemyss (1722-1789), la germana menor de David Wemyss, Lord Elcho, que va tenir un paper destacat en l'Aixecament de 1745. El seu fill, Sir James Steuart Denham (1744-1839), va editar les obres del seu pare, era diputat al Parlament i coronell dels Scotts Greys. Va acabar la seva carrera com a general i va viure fins a noranta-cinc anys; a la seva mort. La seva filla Agnès es va casar amb Henry Erskine, desè comte de Buchan.

## L'economia política

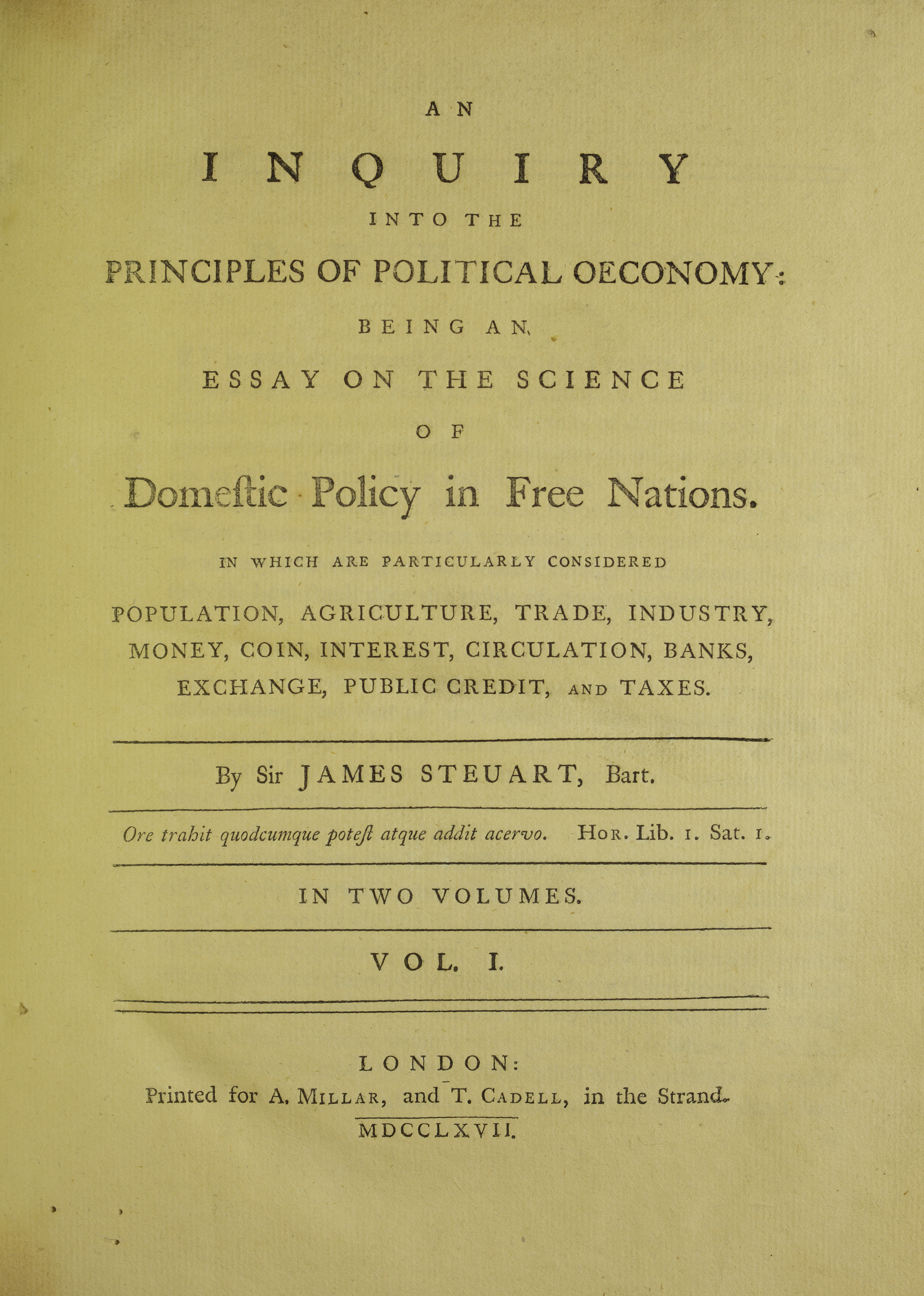
Inquiry into the principles of political oeconomy, 1767

Els seus viatges a través d'Europa, així com l'amistat amb Hume, es troben al darrere del seu interès per l'economia política. La seva obra principal és Inquiry into the Principles of Political Economy, publicada el 1767. Els historiadors de l'economia, que, desitjosos d'arribar al gran mestre, tendeixen a gastar una mica massa ràpidament sobre els predecessors més immediats d'Adam Smith el van veure com un mercantilista. Tanmateix, a Steuart no li importa només la riquesa d'una nació, que és el fonament del seu poder, i té un cert interès pel consum i el benestar de cadascú. Així que escriu en els seus Principis:
| « | L'objectiu principal d'aquesta ciència [economia política] és proporcionar un determinat ingrés de subsistència a cada habitant, per tal de cobrir totes les circumstàncies que la puguin fer precària; proporcionar totes les coses necessàries per satisfer les necessitats de la societat i emprar els habitants (...) per tal de crear relacions i dependències recíproques entre ells ... | » |

Vinculat a les subvencions a l'exportació i als impostos a la importació, és cert que Steuart resta en una lògica propera al que s'ha anomenat mercantilisme. A vegades se l'anomena com a "mercantilisme moderat" o "il·lustrat". Adam Smith el va conèixer i va dir d'ell que la seva conversa era millor que els seus llibres, per això potser no el cita ni una vegada a "La riquesa de les nacions". Marx, per la seva banda, no el cita menys de tretze vegades al seu Capital.